# GSC4009-135
GSC4009-135 — хімічно пекулярна зоря спектрального класу A3, що має видиму зоряну величину в смузі V приблизно 10,0.